# جنگ اطهر
جنگ اطهر فیلمی به کارگردانی محمدعلی نجفی و نویسندگی محمود استادمحمد محصول سال ۱۳۵۸ است.

## داستان
آموزگار جوانی به نام اطهر وارد مدرسه‌ای می‌شود و سعی می‌کند روابط دوستانه‌ای با شاگردان خود برقرار کند. رابطهٔ او با یکی از شاگردان به نام فتاح که وضع خانوادگی نامناسبی دارد، بیشتر می‌شود. در این میان اطهر تصمیم به اجرای یک نمایش در مدرسه می‌گیرد که با مخالفت مدیر مدرسه مواجه می‌شود …

## بازیگران
- فرامرز قریبیان
- غلامحسین لطفی
- محمدرضا عالی‌پیام
- عزیزالله هنرآموز
- فریبا سجادی‌حسینی
- اقدس اکبریان
- شهره عاطفی
- محمود استادمحمد
- عبدالله حکمت
- شمس‌الدین وهابی
- مجید مظفری
- رضا جودی
- جلال موسوی
- مصطفی هاشمی‌طبا
- داوود غفاری
- اصغر شریفیان
- مسعود لاکانی
- محمد سخن‌سنج
- نوروزی
- رضا حاجیان
- حمیدیان
- سیفی
- قلمچی
- مهدی فرهادیان
- نصرت کریمی
- ناصر مکری
- مرضیه فرهادیان
- علیرضا عالی‌پیام
- مجیدرضا عالی‌پیام

## عوامل تولید
- کارگردان: محمدعلی نجفی
- دستیار کارگردان: محمد تراب نیا، نصرت کریمی
- نویسنده: محمود استادمحمد
- طرح اولیه داستان از: محمدعلی نجفی
- تهیه‌کننده: خلیل گنجور
- فیلمبردار: اصغر رفیعی جم
- دستیار فیلمبردار: علی باقری
- عکس: سعید صادقی
- تدوین: اصغر رفیعی پور
- صدابردار: یورا یوسفی
- میکس: یورا یوسفی
- سرپرست گویندگان: منوچهر اسماعیلی، ایرج رضایی
- چهره پرداز: فرهنگ معیری
- تدارکات: هوشنگ دریانی، کریم نبی نژاد
- تیتراژ: صادق لباف
- ژانر: اجتماعی
- سال ساخت: ۱۳۵۸
- مدت: ۹۰ دقیقه
- رنگ: سیاه و سفید